# Église Saint-Jean-le-Rond de Paris
Pour les articles homonymes, voir Église Saint-Jean-le-Rond et Église Saint-Jean.
L'église Saint-Jean-le-Rond est une église de Paris dédiée à saint Jean-Baptiste aujourd'hui détruite. Elle était accolée au mur gauche de la nef de la cathédrale Saint-Étienne de Paris, ou aujourd'hui du collatéral Nord de la cathédrale Notre-Dame de Paris, à l'emplacement actuel de la rue du Cloître-Notre-Dame.

## Architecture
Comme son nom l'indique, l'église Saint-Jean-le-Rond devait d'abord être un baptistère construit sur un plan centré. Son emplacement, au milieu du bas-côté nord de la cathédrale primitive, correspond à l'emplacement habituel des baptistères de cathédrale dans la Gaule de l’Antiquité tardive et du haut Moyen Âge. L'abbé Lebeuf mentionne que l’église aurait été reconstruite au XIIIe siècle sur un plan rectangulaire, date qui est confirmée par le fait que la nouvelle façade est parfaitement alignée sur celle de la cathédrale érigée à la même époque, et par l'analyse stylistique des vestiges.
Sa façade a été remplacée par une façade classique probablement au début du XVIIe siècle. Le portail, en plein cintre, était encadré de deux colonnes doriques supportant un entablement simple et un fronton portant trois statues. Au-dessus, une simple rosace, puis un large fronton triangulaire, derrière lequel s’apercevait un clocheton assez simple.
La porte principale d'entrée du cloître des chanoines de Notre-Dame donnant accès à la rue du Cloître jouxtait l'église.
On ne trouve sa présence dans les textes qu'au XIIe siècle.

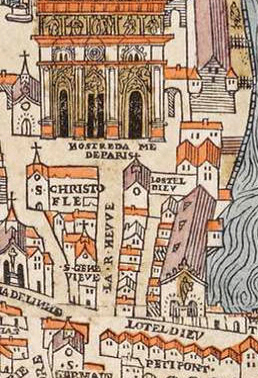
L'église Saint-Jean-le-Rond jouxte la cathédrale Notre-Dame (en haut et à gauche de l'image) sur le plan de Truschet et Hoyau (c. 1550)..
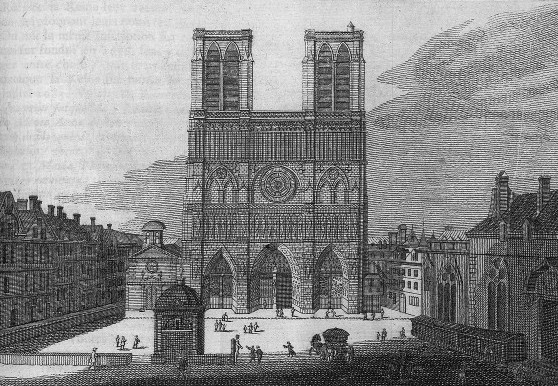
Saint-Jean-le-Rond au XVIIIe siècle avant sa destruction, à gauche de la cathédrale.

## Paroisse

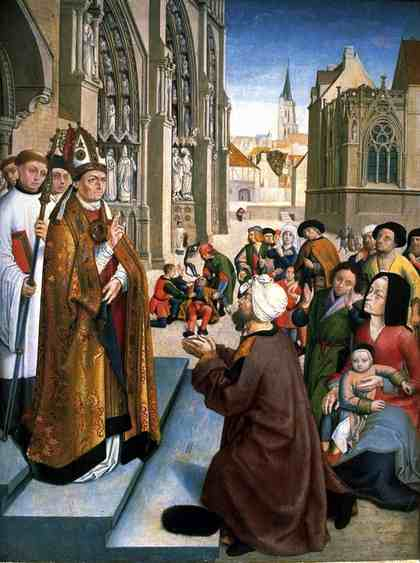
Saint-Jean-le-Rond vers 1500 : le saint évêque se tient devant la porte de cette église, et on voit que sa façade était parfaitement alignée avec celle de Notre-Dame.

Saint-Jean le Rond a conservé longtemps un rôle central dans les cérémonies baptismales, mais était également l'église paroissiale des laïcs du cloître Notre-Dame, principalement les domestiques des chanoines et les sergents de Notre-Dame.
On y célébrait le culte de sainte Geneviève car au Ve siècle celle-ci réunissait dans le baptistère les femmes parisiennes pour les exhorter à ne pas fuir Paris devant la menace de l'invasion des Huns et à lutter contre Attila par leurs prières.
Elle était desservie par un collège de huit chanoines, formé de deux prêtres, de trois diacres et de trois sous-diacres. Elle possédait dans le cloître Notre-Dame un petit cimetière de 100 m2 environ entouré par une galerie de charnier.
Lors de la réorganisation des paroisses de l’île de la Cité, il fut décidé de supprimer l’église en 1748 : la cure, le baptistère et les chanoines furent alors transférés à l’est de la cathédrale, à Saint-Denis-du-Pas. L’église elle-même fut détruite et ses matériaux réutilisés lors de la reconstruction de la grande porte du cloître par Germain Boffrand en 1751. Le bâtiment détruit était de plan rectangulaire et non circulaire.

## Remarques diverses
Victor Hugo évoque cette église dans Notre-Dame de Paris.
Jean le Rond d'Alembert, enfant illégitime de Mme de Tencin, a été abandonné à sa naissance sur les marches de cette église en 1717. Comme le veut la coutume, il a été nommé du nom du saint protecteur de cette église.

## Sépultures
Liste non exhaustive :

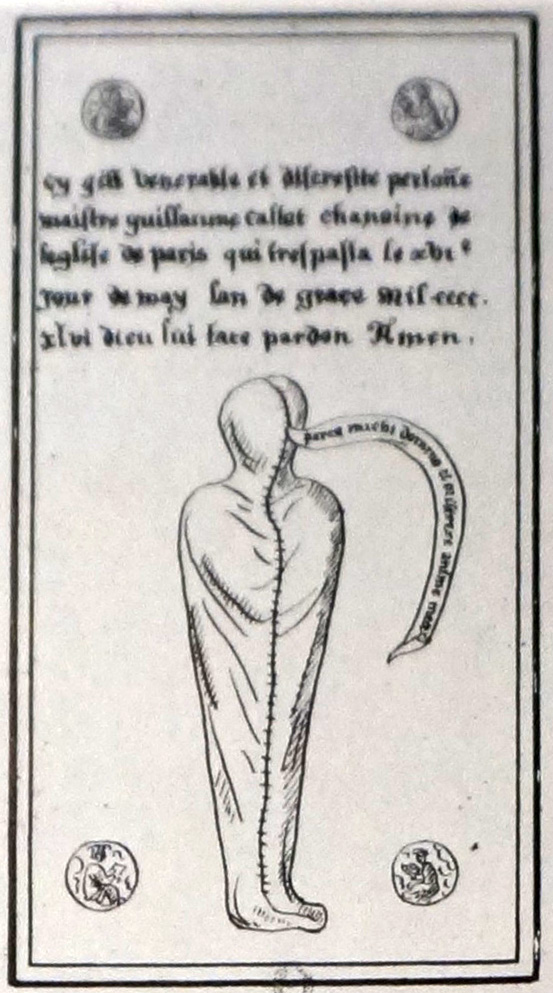
Gisant de Guillaume Callot, chanoine du XVe siècle.

- Jean-Baptiste Du Hamel (1624-1706), homme de sciences, philosophe et théologien
- Gilles Ménage (1613-1692), érudit et grammairien
- Nicolas Bernier (1664-1734), compositeur